# Bulbophyllum pseudotrias
Bulbophyllum pseudotrias là một loài phong lan thuộc chi Bulbophyllum.